# Nez (Gave de Pau)
Der Nez (auch Neez geschrieben) ist ein Fluss in Frankreich, der im Département Pyrénées-Atlantiques in der Region Nouvelle-Aquitaine verläuft. Er entspringt unter dem Namen Moundarnas im Gemeindegebiet von Sévignacq-Meyracq, entwässert generell in nördlicher Richtung und mündet nach rund 26 Kilometern im Ballungszentrum von Pau, im Gemeindegebiet von Jurançon als linker Nebenfluss in den Gave de Pau.
Achtung: Nicht zu verwechseln mit dem Fluss Nès, der ebenfalls in den Gave de Pau einmündet!

## Orte am Fluss
(Reihenfolge in Fließrichtung)
- Rébénacq
- Gan
- Jurançon